# Moulismes
Moulismes é uma comuna francesa na região administrativa da Nova Aquitânia, no departamento de Vienne. Estende-se por uma área de 29,06 km². Em 2010 a comuna tinha 380 habitantes (densidade: 13,1 hab./km²).